# Ivo Jan
Ivo Jan, slovenski hokejist in trener, * 3. april 1975, Jesenice, Slovenija.
Jan, ki velja za enega najboljših slovenskih hokejistov obdobja po osamosvojitvi Slovenije, je večino kariere z več presledki igral za Olimpijo, s katero je osvojil šest naslovov slovenskega državnega prvaka. Tri državne naslove je osvojil s klubom HK Jesenice in enega zVienna Capitals. Ob tem je igral še v finski, nemški, švicarski in ECHL ligi. Za slovensko reprezentanco je nastopil na devetih Svetovnih prvenstvih v hokeju na ledu, tudi na prvenstvu leta 2001, ko je kot najboljši strelec prvenstva močno pripomogel k prvi uvrstitvi slovenske reprezentance v elitno skupino svetovnega hokeja. Igral je večinoma na položaju centralnega napadalca, občasno tudi kot krilni napadalec. Odlikoval ga je močan in natančen strel iz srednje razdalje, v svoji klubski in reprezentančni karieri pa je bil najpogosteje član napada Jan-Kontrec-Zupančič. Za sezono 2009/10 se je ponovno vrnil k Olimpiji, po sezoni 2010/11 pri klubu HD HS Olimpija se je upokojil, v sezoni je deloval tudi kot strokovni športni sokomentator pri prenosih tekem lige EBEL in na Svetovnega prvenstva 2011 na Šport TV. Septembra 2012 je postal pomočnik trenerja HDD Olimpija, od oktobra 2013 pa je bil glavni trener. Leta 2016 je prevzel vodenje avstrijskega kluba Graz 99ers, avgusta 2018 pa je postal selektor slovenske reprezentance.

## Hokejska kariera
Jan, ki izhaja iz znane jeseniške hokejske družine - oče Ivo Jan starejši je bil prav tako hokejist in tudi jugoslovanski reprezentant - je člansko kariero začel pri sedemnajstih letih v moštvu HK Jesenice v sezoni 1992/93. V drugem delu sezone je odigral šestindvajset prvenstvenih tekem, na katerih je dosegel trinajst golov in osemnajst podaj ter s klubom osvojil naslov slovenskega državnega prvaka. V sezoni 1993/94 se je s štiridesetimi goli in sedemindvajsetimi podajami na sedeminšestdesetih tekmah uveljavil kot eden boljših strelcev Jesenic, ki so ponovno osvojile naslov prvaka. Igral je v mladem udarnem napadu skupaj z Dejanom Varlom in Juretom Smolejem. V naslednji [[Slovenska hokejska liga 1994/95|sezoni 1994/95] je skupaj s prijateljem in branilcem Elvisom Bešlagičem prestopil k večnemu tekmecu Olimpiji Hertz v Ljubljano. Začelo se je obdobje prevlade ljubljanskega kluba v slovenski ligi, Jan je z devetintridesetimi goli in triinštiridesetimi podajami na petinšestdesetih tekmah Olimpiji pomagal do prvega naslova državnega prvaka po osamosvojitvi Slovenije. Leta 1995 je debitiral v slovenski članski reprezentanci na Svetovnem prvenstvu v hokeju na ledu skupine C, kjer je na štirih tekmah dosegel pet golov in dve podaji, slovenska reprezentanca pa je osvojila sedmo mesto. V sezonah 1995/96 in 1996/97 je z Olimpijo osvojil še dva naslova državnega prvaka, sam je v obeh sezonah dosegel sedeminšestdeset oziroma dvainosemdeset točk. V sezoni 1996/97 se je s klubom uvrstil tudi v finale Alpske lige, v kateri je najboljši slovenski strelec vseh časov. Tako pri Olimpiji, kot občasno tudi v reprezentanci je bil najučinkovitejši kot del napada Jan-Kontrec-Zupančič. 
Leta 1997 je drugič nastopil na Svetovnem prvenstvu. Na treh tekmah je dosegel en gol, reprezentanca pa je osvojila drugo mesto skupine C in se s tem uvrstila v skupino B svetovnega hokeja. V sezoni 1997/98 se je preizkušal v klubu Johnstown Chiefs v severnoameriški ligi ECHL, toda po tem ko je na dvajsetih tekmah dosegel devet točk, se je za končnico vrnil k Olimpiji in z njo osvojil svoj četrti naslov državnih prvakov. V 1998/99 je z Olimpijo osvojil peti zaporedni naslov prvaka, z devetinsedemdesetimi točkami je bil tudi najboljši strelec slovenske lige. V Alpski ligi pa je dosegel dvainpetdeset točk na devetindvajsetih tekmah. Leta 1999 je tretjič zaigral na Svetovnem prvenstvu. Na sedmih tekmah je dosegel tri gole in eno podajo, reprezentanca pa je osvojila peto mesto v skupini B. 
Sezono 1999/00 je začel pri Olimpiji, po le petih tekmah pa je ponovno odšel v tujino. Najprej v nemškega ligaša ECR Revier Löwen, kjer je po trinajstih temah, na katerih ni dobil veliko priložnosti in je dosegel le en gol, klub zapustil. Preselil se je v klub JYP Jyväskylä v finski ligi, kjer je na desetih tekmah dosegel eno podajo, uspešnejši pa je bil v drugi finski ligi za klub Hermes Kokkola, ko je na petnajstih tekmah dosegel sedem golov in enajst podaj. Sezono 2000/01 je začel v klubu DEK Klagenfurt v [avstrijski ligi]], kjer je dosegel štirinajst golov in sedem podaj na enaintridesetih tekmah. Sezono je zaključil na rodnih Jesenicah, kjer je moštvu Acroni pomagal na petih finalnih tekmah DP in z njim osvojil srebrno medaljo. Leta 2001 je v svojem četrtem nastopu na Svetovnem prvenstvu v Ljubljani dosegel kar petnajst golov in tri podaje na petih tekmah svetovnega prvenstva D1. Kot najboljši strelec prvenstva je slovensko reprezentanco prvič popeljal v elitno skupino svetovnega hokeja. 
V sezoni 2001/02 se je preselil v klub EZ Grazv avstrijski ligi. V sezoni je na enaintridesetih tekmah dosegel petindvajset golov in osemnajst podaj, v končnici pa na štirih tekmah dva gola. Leta 2002 je zaigral na Svetovnem prvenstvu elitne skupine. Na petih tekmah je dosegel tri podaje, reprezentanca pa je obstala v elitni skupini svetovnega hokeja. Za sezono 2002/03 se je vrnil k Olimpiji ter na petnajstih tekmah dosegel štiriindvajset golov in devet podaj, ponovno je s klubom osvojil naslov državnega prvaka. Leta 2003 je na Svetovnem prvenstvu na šestih tekmah dosegel tri gole in dve podaji, reprezentanca pa je izpadla v D1. Jan se je po sezoni v Sloveniji za sezono 2003/04 ponovno vrnil k EC Graz, kjer je na štiridesetih tekmah dosegel štiriintrideset golov in šestnajst podaj. Leta 2004 je na Svetovnem prvenstvu D1 dosegel šest golov in dve podaji na štirih tekmah, s čimer je bil drugi strelec slovenske reprezentance, ki se je vrnila v elitno skupino svetovnega hokeja. 
Večji del sezone 2004/05 je igral v nemški ligi za klub Krefeld Pinguine, kjer je ne šestinštiridesetih tekmah dosegel štirinajst golov in trinajst podaj. Po koncu sezone za Krefeld Pinguine je zaigral na odločilni tekmi finala avstrijske lige, kjer je klubu Vienna Capitals z golom in podajo pomagal do naslova avstrijskega prvaka. Nato pa je zaigral še v končnici slovenskega prvenstva in klubu Acroni Jesenice pomagal do naslova državnega prvaka. Leta 2005 je petič zapored zaigral na Svetovnem prvenstvu. S šestimi goli in dvema podajama na štirih tekmah je slovenski reprezentanci pomagal do obstanka v elitni skupini svetovnega hokeja. V sezonah 2005/06 in 2006/07 ostal pri klubu Krefeld Pinguine, v obeh sezonah je dosegel osemindvajset oziroma devetintrideset točk. Leta 2007 je do sedaj zadnjič zaigral na Svetovnem prvenstvu D1, kjer je s po tremi goli in podajami na dveh tekmah reprezentanci pomagal do uvrstitve v elitno skupino svetovnega hokeja. Zaradi poškodbe hrbta, ki se mu je obnovila že večkrat v karieri, je moral izpustiti del prvenstva. V sezoni 2007/08 je ponovno zaigral za EC Graz, za katerega je na petintridesetih tekmah dosegel sedemnajst golov in dvajset podaj. Po koncu sezone pa se je v končnici švicarske lige priključil klubu HC Ambrì-Piotta. V sezoni 2008/09 pa pri klubu EC Graz ni dobival več veliko priložnosti, ker je zapadel v nemilost trenerja Billa Gilligana. Kljub pogodbi do konca sezone 2009/2010, se je avgusta 2009 vrnil k Olimpiji, po sezoni 2010/11 v Slohokej ligi pri klubu HD HS Olimpija, ko je bil drugi strelec lige, in nastopu v končnici državnega prvenstva, se je aprila 2011 dokončno upokojil.

## Trenerska kariera
13. septembra 2012 je prišel v trenerski štab HDD Olimpija kot pomočnik Heikkija Mälkiäja, ostal je tudi po njegovi zamenjavi. 14. oktobra 2013 je bil imenovan na mesto glavnega trenerja HDD Olimpija, ko je dotedanji trener Bojan Zajc po slabem začetku sezone in le eni zmagi na dvanajstih tekmah lige EBEL odstopil z mesta trenerja.
V sezoni 2016/17 je deloval kot glavni trener avstrijskega kluba Graz 99ers. Avgusta 2018 je prevzel mesto selektorja slovenske članske reprezentance.

## Pregled kariere
Odebeljeno - reprezentančni nastopi, glej tudi Statistika pri hokeju na ledu.
| Moštvo             | Liga                     | Sezona |    | Redni del | Redni del | Redni del | Redni del | Redni del | Redni del |   | Končnica | Končnica | Končnica | Končnica | Končnica | Končnica |
| ------------------ | ------------------------ | ------ | -- | --------- | --------- | --------- | --------- | --------- | --------- | - | -------- | -------- | -------- | -------- | -------- | -------- |
| Moštvo             | Liga                     | Sezona | OT | G         | P         | T         | +/-       | KM        | OT        | G | P        | T        | +/-      | KM       |          |          |
| Jugoslavija        | Evropsko ml. prvenstvo B | 90     |    | 7         | 1         | 1         | 2         |           | 4         |   |          |          |          |          |          |          |
| Olimpija Hertz     | Slovenska liga           | 91/92  |    |           |           |           |           |           |           |   |          |          |          |          |          |          |
| Olimpija Hertz     | Slovenska liga           | 92/93  |    | 26        | 13        | 18        | 31        |           |           |   |          |          |          |          |          |          |
| Slovenija          | Evropsko ml. prvenstvo C | 93     |    | 4         | 3         | 2         | 5         |           |           |   |          |          |          |          |          |          |
| Olimpija Hertz     | Slovenska liga           | 93/94  |    | 67        | 40        | 27        | 67        |           |           |   |          |          |          |          |          |          |
| Olimpija Hertz     | Slovenska liga           | 94/95  |    | 65        | 39        | 43        | 82        |           |           |   |          |          |          |          |          |          |
| Slovenija          | Svetovno prvenstvo C     | 95     |    | 4         | 5         | 2         | 7         |           | 0         |   |          |          |          |          |          |          |
| Olimpija Hertz     | Slovenska liga           | 95/96  |    | 70        | 45        | 37        | 82        |           |           |   |          |          |          |          |          |          |
| Olimpija Hertz     | Slovenska liga           | 96/97  |    |           | 36        | 38        | 74        |           |           |   |          |          |          |          |          |          |
| Slovenija          | Svetovno prvenstvo C     | 97     |    | 3         | 1         | 0         | 1         |           | 12        |   |          |          |          |          |          |          |
| Johnstown Chiefs   | ECHL                     | 97/98  |    | 20        | 3         | 6         | 9         | -1        | 23        |   |          |          |          |          |          |          |
| Olimpija Hertz     | Alpska liga              | 98/99  |    | 29        | 38        | 14        | 52        |           | 40        |   |          |          |          |          |          |          |
| Olimpija Hertz     | Slovenska liga           | 98/99  |    |           | 11        | 13        | 24        |           |           |   |          |          |          |          |          |          |
| Slovenija          | Svetovno prvenstvo B     | 99     |    | 7         | 3         | 1         | 4         |           | 2         |   |          |          |          |          |          |          |
| Olimpija Hertz     | Mednarodna liga          | 99/00  |    | 5         | 5         | 2         | 7         |           |           |   |          |          |          |          |          |          |
| ECR Revier Löwen   | Nemška liga              | 99/00  |    | 13        | 1         | 0         | 1         | -3        | 4         |   |          |          |          |          |          |          |
| JYP Jyväskylä      | Finska liga              | 99/00  |    | 10        | 0         | 1         | 1         | 0         | 18        |   |          |          |          |          |          |          |
| Hermes Kokkola     | Finska 2. liga           | 99/00  |    | 15        | 7         | 11        | 18        | +2        | 12        |   | 3        | 1        | 1        | 2        | -2       | 0        |
| Skellefteå AIK     | Švedska 2. liga          | 00/01  |    | 10        | 7         | 3         | 10        | +6        | 4         |   | 2        | 0        | 1        | 1        | -4       | 0        |
| Acroni Jesenice    | Slovenska liga           | 00/01  |    | 4         | 3         | 3         | 6         |           | 4         |   |          |          |          |          |          |          |
| DEK Klagenfurt     | Avstrijska liga          | 00/01  |    | 31        | 14        | 7         | 21        | -7        | 14        |   |          |          |          |          |          |          |
| Slovenija          | Svetovno prvenstvo D1    | 01     |    | 5         | 15        | 3         | 18        | +14       | 0         |   |          |          |          |          |          |          |
| EC Graz            | Avstrijska liga          | 01/02  |    | 31        | 25        | 18        | 43        | +5        | 57        |   | 4        | 2        | 0        | 2        | +1       | 4        |
| Slovenija          | Svetovno prvenstvo A     | 02     |    | 5         | 0         | 3         | 3         | 0         | 2         |   |          |          |          |          |          |          |
| HDD ZM Olimpija    | Mednarodna liga          | 02/03  |    | 12        | 3         | 4         | 7         | +9        | 46        |   |          |          |          |          |          |          |
| HDD ZM Olimpija    | Slovenska liga           | 02/03  |    | 15        | 24        | 9         | 33        |           | 49        |   | 5        | 7        | 1        | 8        |          | 0        |
| Slovenija          | Svetovno prvenstvo A     | 03     |    | 6         | 3         | 2         | 5         | -7        | 0         |   |          |          |          |          |          |          |
| EC Graz            | Avstrijska liga          | 03/04  |    | 40        | 34        | 16        | 50        | +22       | 32        |   |          |          |          |          |          |          |
| Slovenija          | Svetovno prvenstvo D1    | 04     |    | 4         | 6         | 2         | 8         | +10       | 10        |   |          |          |          |          |          |          |
| Krefeld Pinguine   | Nemška liga              | 04/05  |    | 46        | 14        | 13        | 27        | +4        | 20        |   |          |          |          |          |          |          |
| Vienna Capitals    | Avstrijska liga          | 04/05  |    |           |           |           |           |           |           |   | 1        | 1        | 1        | 2        | +1       | 0        |
| Acroni Jesenice    | Slovenska liga           | 04/05  |    | 6         | 5         | 5         | 10        |           | 0         |   |          |          |          |          |          |          |
| Slovenija          | Svetovno prvenstvo A     | 05     |    | 6         | 4         | 1         | 5         | -2        | 4         |   |          |          |          |          |          |          |
| Krefeld Pinguine   | Nemška liga              | 05/06  |    | 36        | 13        | 15        | 28        | +8        | 51        |   | 3        | 0        | 1        | 1        | +2       | 4        |
| Krefeld Pinguine   | Nemška liga              | 06/07  |    | 46        | 19        | 20        | 39        | +9        | 42        |   | 2        | 2        | 0        | 2        | -3       | 0        |
| Slovenija          | Svetovno prvenstvo D1    | 07     |    | 2         | 3         | 3         | 6         | +2        | 0         |   |          |          |          |          |          |          |
| EC Graz            | Avstrijska liga          | 07/08  |    | 35        | 17        | 20        | 37        | -8        | 32        |   |          |          |          |          |          |          |
| HC Ambrì-Piotta    | Švicarska liga           | 07/08  |    | 2         | 0         | 0         | 0         |           | 2         |   | 4        | 3        | 0        | 3        |          | 2        |
| EC Graz            | Avstrijska liga          | 08/09  |    | 30        | 9         | 9         | 18        | -5        | 22        |   |          |          |          |          |          |          |
| HDD Tilia Olimpija | Avstrijska liga          | 09/10  |    | 30        | 4         | 14        | 18        |           | 24        |   |          |          |          |          |          |          |
| SHC Fassa          | Italijanska liga         | 09/10  |    | 7         | 2         | 5         | 7         |           | 4         |   | 6        | 0        | 1        | 1        |          | 2        |
| HD HS Olimpija     | Slohokej liga            | 10/11  |    | 24        | 28        | 36        | 64        |           | 52        |   | 8        | 10       | 12       | 22       |          | 8        |
| HD HS Olimpija     | Slovenska liga           | 10/11  |    |           |           |           |           |           |           |   | 3        | 6        | 2        | 8        |          | 2        |
| Skupaj             |                          |        |    | 778       | 503       | 427       | 930       | +58       | 586       |   | 41       | 32       | 20       | 52       | -5       | 22       |